# Санджак Арванид
Санджак Арванид (на турски: sancak-i Arvanid) е един от първите османски санджаци в Румели. Съществува в периода 1385 – 1466 години, като съставна единица на Румелийския еялет. Център на санджака е Круя. Територията му обхващала късите крайбрежни равнини по Адриатическото крайбрежие от река Мати на север – до река Каламас на юг.

## История
Земята Арванид е една от първите покорени/подчинени на Балканите от османците, явно поради социалния статус на жителите ѝ.
През 1385 г. Карло Топия проси подкрепа от османците срещу балшите. След ключовата битка при Балши, е образуван санджак Арванид. Местните господари полагат васална клетва за вярност пред султан Мурад I. Санджак Арванид се задължава да плаща харадж, да предоставя момчета за еничари, както и чрезвичайно да подпомага с помощни войски султана във военните му походи. Местните владетели изпращат в изпълнение на клетвата си за вярност синовете си за заложници и военно-административно обучение в османския двор (по това време в Одрин).
Най-известният санджакбей на Арванид е Шахбедин паша, който е такъв до 1439 г., след което за управленските си заслуги е назначен за бейлербей от Пловдив – на целия Румелийски еялет. Следващият санджакбей – Якуб бей е един от всичките общо 16 санджакбейове – убити от войската на Янош Хуниади в битка близо до река Яломица във Влашко.
Санджак Арванид включвал следните градски селища – Аргирокастро, Кълцюра, Канина, Берат, Тимориджа (не е ясно, вероятно център на владение около Томор), Скрапар, земята на Павло Куртик, Чарталос (селището също не е идентифицирано) и Круя.
През 1466 г., след построяването от султан Мехмед II Фатих на Елбасанската крепост (юли 1466), санджака е разделен на два нови самостоятелно обособени санджака – Авлонски санджак и Елбасански санджак.